# Tom Ardolino
Thomas Robert Ardolino (12. ledna 1955 Springfield, Massachusetts, USA – 6. ledna 2012 tamtéž) byl americký rockový bubeník. Od roku 1974 byl členem skupiny NRBQ. V roce 2004 vydal své první sólové album s názvem Unknown Brain.